# جان آکوآویوا
جان آکوآویوا (به انگلیسی: John Aquaviva) (زادهٔ ۱۹۶۳ در اورسارا دی پوگلیا) یک هنرمند تکنوی کانادایی‌الاصل زادهٔ ایتالیا است. او به همراه دوستش ریچی هاوتین در سال ۱۹۹۰ نشر موسیقی پلاس ۸ را در لندن (انتاریو) تأسیس کردند.
آکوآویوا در سال ۲۰۰۶ در فهرست ۲۰۰۶ وب‌سایت دی‌جی مگ در رتبهٔ ۲۲ قرار گرفت.